# Francesco De Bonis
Francesco De Bonis (Isola del Liri, 14 de abril de 1982) es un ciclista italiano.

## Biografía

### 2008: fulgurante debut y misterioso ostracismo
Tuvo un tardío debut como profesional (en 2008), poco antes de cumplir 26 años, en el equipo Gerolsteiner (de categoría ProTour), que le fichó por recomendación de su veterano líder Davide Rebellin. Su resultado más destacado hasta el momento había sido la victoria en al carrera profesional del G. P. Folignano en 2007. De Bonis logró estrenar su palmarés al poco de iniciarse la temporada, al ganar el 4 de mayo la etapa reina del Tour de Romandía, una vuelta por etapas ProTour en la que también ganó el maillot de la montaña. El triunfo del italiano en esa cuarta etapa (un día después de haber sido el mejor de su equipo en la contrarreloj) llegó tras desembarazarse de sus últimos compañeros de fuga en la subida al puerto final, en una etapa que vio reducido su kilometraje como consecuencia de un desprendimiento en uno de los puertos incluidos en la hoja de ruta del día.
Sin embargo, el equipo Gerolsteiner no volvió a contar con De Bonis el resto de la temporada. El ostracismo del italiano, según el mánager general de la formación Hans-Michael Holczer, se debía a que habían decidido que De Bonis no encajaba bien en el equipo. De Bonis, por su parte, achacó la situación a una falta de entendimiento con Holczer, aunque aclaró que no se trataba de algo en particular. Preguntado sobre si su ostracismo tenía algo que ver con que la UCI hubiera anunciado que una serie de corredores (de los que no reveló su identidad) estaban siendo investigados al registrarse valores anómalos en su pasaporte biológico, De Bonis dijo que se trataba de una simple coincidencia. En 2009 la UCI hizo público que De Bonis había presentado valores anómalos en su pasaporte biológico de 2008.
De Bonis se encontró en la misma situación que su compañero y compatriota Andrea Moletta, quien tampoco contó para el Gerolsteiner desde que en el coche de su padre fueran halladas sustancias dopantes en el Giro de Italia. La temporada del Gerolsteiner, que ya había anunciado que no continuaría patrocinando al equipo, quedó marcada por los continuos casos de dopaje, al sumarse al caso Moletta del Giro los positivos por CERA (una sustancia hasta entonces indetectable en los controles) de los líderes Bernhard Kohl y Stefan Schumacher en el Tour de Francia.

### 2009: valores anómalos y positivo por CERA
Tanto De Bonis como su valedor Rebellin ficharon para 2009 por el Diquigiovanni, de categoría Continental Profesional. El 29 de abril se conoció que Rebellin había dado positivo por CERA durante los Juegos Olímpicos de Pekín 2008, convirtiéndose en el tercer positivo por esa sustancia del Gerolsteiner.
El 17 de junio la UCI anunció que De Bonis era uno de los cinco ciclistas que habían presentado valores anómalos en su pasaporte biológico de 2008.
Meses después, el 7 de octubre, se conoció que De Bonis también había dado positivo por CERA, en su caso en esa misma temporada 2009: en concreto, en el control antidopaje que le fue practicado en la 1.ª etapa del Giro de Italia, el 7 de mayo.

## Palmarés
2007
- Gran Premio Folignano
- Trofeo Internacional Bastianelli

2008
- 1 etapa del Tour de Romandía

## Resultados en Grandes Vueltas
| Carrera | Carrera         | 2008 | 2009 |
| ------- | --------------- | ---- | ---- |
|         | Giro de Italia  | —    | 84.º |
|         | Tour de Francia | —    | —    |
|         | Vuelta a España | —    | —    |

―: no participa
Ab.: abandono

## Equipos
- Gerolsteiner (2008)
- Serramenti PVC Diquigiovanni-Androni Giocattoli (2009)